# Ethniki Odos 62
Die Ethniki Odos 62 (griechisch Εθνική Οδός 62 ‚Nationalstraße 62‘) ist eine Straßenverbindung in Griechenland. Sie ist die einzige Nationalstraße auf der Insel Samos.

## Verlauf
Die Straße beginnt in der Inselhauptstadt Samos (Σάμος) an der Straße nach Vathy und führt oberhalb der Bucht von Vathy nach Nordwesten, erreicht hinter Kokkari die Küste und folgt dieser nach Westen durch Agios Konstantinos, entfernt sich vor Agios Nikolaos von der Küste und führt durch Agios Dimitrios nach Karlovasi (Καρλόβασι), wo sie die Küste wieder erreicht und im Viertel Limani Karlovasiou am alten Hafen endet.